# 晝飯線
晝飯線（日语：／ Hirui sen */?）是一條位於日本岐阜縣大垣市的美濃赤坂站至晝飯站，屬於西濃鐵道的貨物鐵路線。現已廢除。
與市橋線一樣，路線從東海旅客鐵道（JR東海）東海道本線支線（通稱：美濃赤坂線）美濃赤坂站作為起點，在站內向大垣一方分支。路線中途的美濃大久保站設有折返式配線。敷設此線的目的是為了運送石灰石，後來由於改用貨車和傳動帶運送，此線每年的運輸量開始減少，在1983年9月再沒有定期列車行走。以後每年會有數班不定期列車行走。在1989年起晝飯線各站再沒有貨運紀錄。路線上沒有列車行走，部分平交道路路軌已經撤走，而美濃大久保站和晝飯站內大部分路軌仍然保留。最後路線在2006年正式廢除，在2015年起開始進行撤走路軌作業。

## 路線資料
- 路線距離（營業距離）：1.9公里
- 軌距：1067毫米
- 站數：3個（包括起終點站）
- 複線路段：沒有（全線單線）
- 電氣化路段：沒有（全線非電氣化（日语：非電化））
- 閉塞方式：電話電報閉塞

## 運行形態
貨物運送方面，自1983年9月起改用貨車和傳動帶運送後，每年都會有數次不定期列車行走，直至1989年頃起再沒有任何列車行走。但是在許廢除日前，還有除鏽列車的班次。

## 歷史
- 1926年（大正15年）12月6日 - 西濃鐵道取得敷設路軌許可[1]。
- 1928年（昭和3年）12月17日 - 美濃赤坂至晝飯之間開業。只限貨運業務[2]。
- 1983年（昭和58年）9月 - 晝飯線暫停服務，再沒有定期列車行走。
- 1989年（平成元年） - 完全停止服務。
- 2006年（平成18年）3月31日 - 全線廢除[3]。

## 車站列表

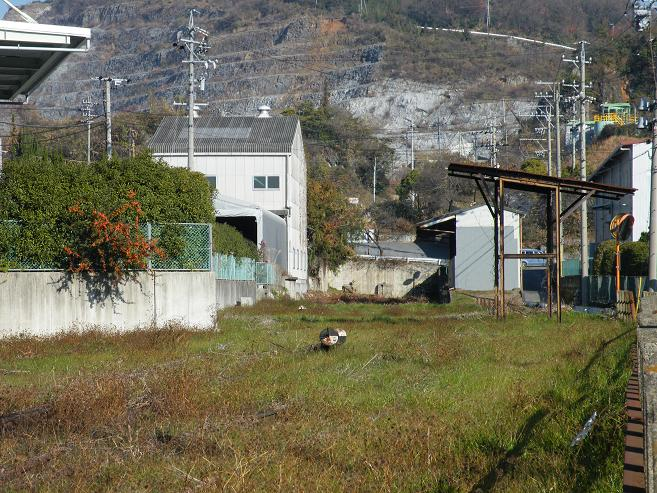
美濃大久保站內。在2008年12月還保存了貨物起卸月台。

括號內為從起點計算的營業距離。除了美濃赤坂站外，其他為廢站。
美濃赤坂 (0.0km) - 美濃大久保 (1.1km) - 晝飯 (1.9km)
- 上述提及路線已經廢除，但是美濃赤坂站至美濃大久保站之間的閉塞訊號機還未關燈，現時長期亮起紅燈（停止）。

## 接續路線
美濃赤坂站：市橋線、JR東海東海道本線（美濃赤坂線）

## 注腳
1. ↑  「鉄道免許状下付」《官報》1926年12月9日（國立國會圖書館數碼化收藏）
2. ↑  「地方鉄道運輸開始」《官報》1928年12月24日（國立國會圖書館數碼化收藏）
3. ↑  今尾惠介（監修）.  7 東海. 新潮社. 2008: 40. ISBN 978-4-10-790025-8 （日语）.

## 外部連結
- 廢線探索「晝飯線」 （页面存档备份，存于）（日語）（步鐵之達人）